# Elecciones presidenciales de Costa Rica de 1869
Las elecciones presidenciales de Costa Rica de 1869 se realizaron mientras el dictador Jesús Jiménez Zamora se encontraba en el poder tras el derrocamiento de José María Castro Madriz, cuyo período constitucional fue incapaz de terminar. Jiménez Zamora fue candidato único, durante su gobierno reprimió a la prensa y a sus opositores políticos. La constitución de 1869 sólo permitía votar a los hombres mayores de 25 años dueños de una propiedad que tuviera un valor superior a los 200 pesos